# (2814) Vieira
(2814) Vieira (1982 FA3; 1969 RK2; 1977 FA1; 1979 SE11; 1979 TD2; 1982 HV2) ist ein ungefähr zehn Kilometer großer Asteroid des äußeren Hauptgürtels, der am 18. März 1982 vom belgischen Astronomen Henri Debehogne am La-Silla-Observatorium auf dem La Silla in La Higuera in Chile (IAU-Code 809) entdeckt wurde. Er gehört zur Koronis-Familie, einer Gruppe von Asteroiden, die nach (158) Koronis benannt ist.

## Benennung
(2814) Vieira wurde nach dem Astronomen Gilson Vieira benannt, der am Valongo-Observatorium arbeitete und Professor an der Universidade Federal do Rio de Janeiro war.